# Schlacht um Huế
Schlacht um Tua Hai (1960) – Schlacht um Ap Bac (1963) – Schlacht von Nam Dong (1964) – Tonkin-Zwischenfall (1964) – Operation Flaming Dart (1965) – Operation Rolling Thunder (1965–68) – Schlacht von Dong Xoai (1965) – Schlacht im Ia-Drang-Tal (1965) – Operation Crimp (1966) – Operation Hastings (1966) – Schlacht von Long Tan (1966) – Operation Attleboro (1966) – Operation Cedar Falls (1967) – Schlacht um Hügel 881 (1967) – Schlacht bei Dak To (1967) – Schlacht um Khe Sanh (1968) – Tet-Offensive (1968) – Schlacht um Huế (1968) – Operation Speedy Express (1968/69) – Operation Dewey Canyon (1969) – Schlacht am Hamburger Hill (1969) – Operation Menu (1969/70) – Operation Lam Son 719 (1971) – Schlacht um FSB Mary Ann (1971) – Schlacht um Quảng Trị (1972) – Operation Linebacker (1972) – Operation Linebacker II (1972) – Schlacht von Xuan Loc (1975) – Operation Frequent Wind (1975)
Koordinaten: 16° 28′ 30,9″ N, 107° 34′ 33,6″ O
Die Schlacht um Huế im Jahre 1968 war eine der blutigsten und längsten Schlachten des Vietnamkrieges (1954–1975).
Ab dem 1. Februar 1968 stürmten elf Bataillone der südvietnamesischen Armee gemeinsam mit zwei Bataillonen der U.S. Army und drei geschwächten Bataillonen der US-Marineinfanterie (diese drei Bataillone waren insgesamt weniger als 2500 Mann stark) die 140.000-Einwohner-Stadt Huế, die zuvor von der nordvietnamesischen Armee (NVA) und der NLF (Vietcong genannt) größtenteils erobert und von über 10.000 Soldaten beider Organisationen verteidigt worden war. Die Schlacht um Huế zählt militärhistorisch zu den Häuserkämpfen, ähnlich wie die Schlacht um Stalingrad, die Schlacht um Aachen, die Schlacht um Berlin, die Schlacht um Grozny, die Schlacht von Mogadischu und die Schlacht in Falludscha.

## Hintergrund

Entwicklung in Indochina 1964 bis 1967

Huế liegt an der Nationalstraße 1, die die Küstenstadt Đà Nẵng mit der EMZ (Entmilitarisierte Zone) verband, und wird vom Parfüm-Fluss in einen nördlichen und südlichen Stadtteil getrennt. Huế war eine wichtige Nachschubbasis und durch die geringe Entfernung (nur 50 Meilen) von der EMZ von großer strategischer Bedeutung und wurde deshalb zur Verteidigungsfestung gegen mögliche kommunistische Offensiven ausgebaut. Für die tatsächliche Dimension der 26 Tage andauernden Kämpfe war Huế jedoch zu schwach verteidigt und die Gebäude und Straßenzüge nur unzureichend vorbereitet.
Die Schlacht um Huế war Teil und Folge der Tet-Offensive. Im Verlauf dieser Offensive erfolgten Angriffe der NLF und der NVA auf hunderte von militärischen Zielen und urbanen Ballungsräumen, darunter auch Huế.
Da jedoch vormals noch nie Kampfhandlungen in Huế erfolgt waren und man annahm, dass die NVA und der Vietcong die Tet-Feiertage respektieren würden, galt die Stadt als sicher.
Zum Zeitpunkt der Offensive verteidigten nur drei US-Marineinfanteriebataillone die damalige Luftwaffenbasis von Phú Bài, den Highway One und die westlichen Zugänge ca. 10 Meilen südöstlich von Huế, ein Areal, das von zwei vollständigen Regimentern gehalten werden sollte. In der Folge der Schlacht um Khe Sanh waren die meisten US-Truppen jedoch dort konzentriert.
Kommandierender General der Marines bei Huế war Foster C. LaHue, ein Veteran des Zweiten Weltkrieges und des Koreakrieges.

## Die Schlacht
In den frühen Morgenstunden des 31. Januar 1968 eröffneten die Nordvietnamesische Armee und der Vietcong einen gut koordinierten mehrflügeligen Angriff auf die Stadt Huế.
Taktische Angriffsziele waren der Flugplatz von Tây Lộc, das Hauptquartier der 1. ARVN-Infanteriedivision in der Zitadelle von Huế und der MACV-Komplex in der Neustadt südlich des Parfüm-Flusses. Strategisches Ziel der NVA und des Vietcong war die Eroberung und permanente Kontrolle der ganzen Stadt.

### Eröffnungsgefecht in Huế

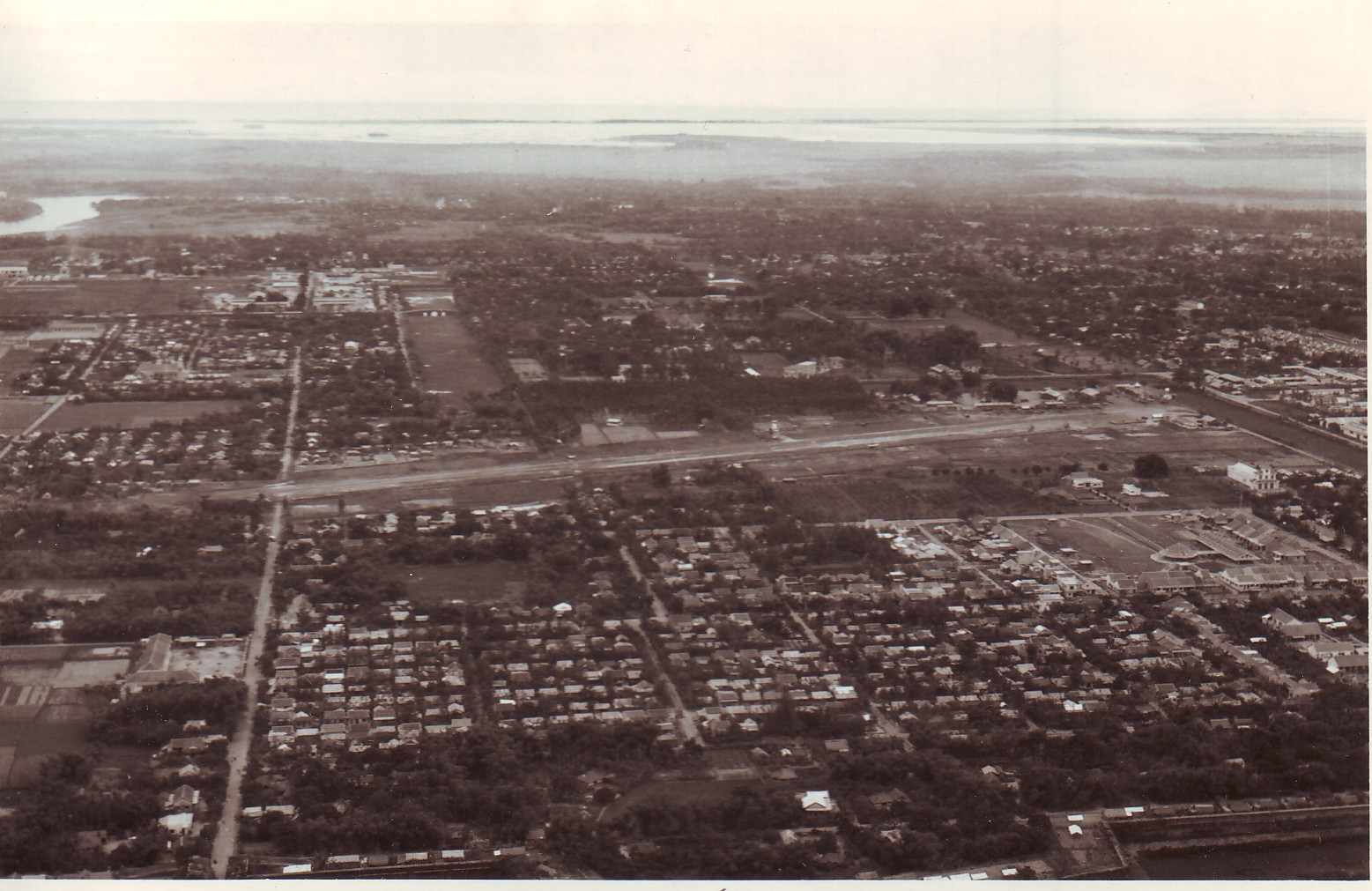
Huế vor der Schlacht im Juli 1967

Um 2:33 Uhr erfolgte per Leuchtsignal der Befehl zum Angriff. Zwei Bataillone des 6. NVA-Regiments setzten über das westliche Flussufer und griffen die Zitadelle in der Nordstadt an. Ihr Ziel war die Einnahme des Mang-Cá-Komplexes, des Tây-Lộc-Flugplatzes und des Kaiserpalastes. Am Westtor der Zitadelle gelang es einem vierköpfigen Pionierteam der NVA, getarnt in südvietnamesischen Uniformen, die Wachen auszuschalten und das Tor zu öffnen. Auf deren Leuchtsignale hin konnten Stoßtrupps des 6. NVA-Regimentes in die Altstadt vorrücken. Ähnlich wie bei dem Vorgehen an der Zitadelle verschaffte sich die NVA Zugang zur alten Kaiserstadt. Das 800. und 802. NVA-Bataillon drang durch das Westtor ein und rückte dann nach Norden vor. Erst am Flugplatz Tây Lộc wurde das 800. NVA-Bataillon von einer ARVN-Kompanie der Black Panther Ranger in schwere Feuergefechte verwickelt. Der Widerstand der ARVN wurde im Allgemeinen als schwach bezeichnet, nur die Kompanie der Black Panther leistete den Nordvietnamesen erbitterten Widerstand und vereitelte bis in die Abendstunden alle Versuche, das Flugfeld einzunehmen.
Während die Kämpfe auf dem Flugplatz mit unverminderter Härte weitergingen und in wechselseitigen Vorstößen und Rückzügen erstarrten, gelang es dem 802. NVA-Regiment auf das Hauptquartier der 1. ARVN-Infanteriedivision von Mang Cá vorzustoßen. Der NVA gelang der Einbruch in den Komplex, die Angreifer wurden jedoch von den Stabssoldaten wieder zurückgeworfen. General Trưởng ließ den Großteil seiner Black Panther Ranger vom Flugplatz abziehen und einen Entsatzangriff auf das Hauptquartier ausführen. Es gelang den Rangern, die Verteidigung des Hauptquartiers zu stabilisieren.
Am darauffolgenden Tag hisste man die Fahne der Nordvietnamesischen Armee auf dem Südtor der Zitadelle. 60 % der Zitadelle einschließlich des Kaiserpalasts waren zu diesem Zeitpunkt in der Hand der NVA. Um Punkt 8:00 Uhr hissten die nordvietnamesischen Truppen die rot-blaue Fahne der NVA mit ihrem goldenen Stern auch auf dem Flaggenturm der Zitadelle.

### Angriff auf den MACV-Komplex
Zeitgleich zum Angriff auf die Zitadelle stürmte das 4. NVA-Regiment den MACV-Komplex in der Südstadt, wo sich schnell eine vergleichbare Situation wie in der Zitadelle entwickelte. Der knapp häuserblockgroße Komplex, eine Ansammlung von zwei- bis dreistöckigen Gebäuden inklusive eines ehemaligen Hotels, diente als Stützpunkt des Beraterteams 3 des United States Military Assistance Command Vietnam, welches der 1. ARVN-Division Feuerunterstützung und Logistik sowohl für das Hauptquartier in Huế als auch für die Streitkräfte in der Provinz Thừa Thiên bot. Die Provinzhauptquartiere lagen nördlich des MACV-Komplexes. Der Angriff begann mit Mörser- und Raketenbeschuss im Morgengrauen. Den verteidigenden Amerikanern gelang es jedoch, den ersten Angriff zurückzuschlagen. Die NVA sah daraufhin einstweilen von weiteren Bodenangriffen ab, begann eine Belagerung und belegte den Komplex mit Mörserfeuer, Raketen und Beschuss aus vollautomatischen Waffen.
Der MACV-Komplex wurde nach der Schlacht in „Frank-Doezema-Komplex“ umbenannt, zu Ehren eines Elitesoldaten, der in den frühen Morgenstunden des ersten Gefechtstages bei der Verteidigung des Komplexes fiel. Ihm wurde posthum das Distinguished Service Cross verliehen.

### Die Stadt in der Hand der NVA
Die restlichen Einheiten des 4. NVA-Regiments begannen zeitgleich zusammen mit dem 804. NVA-Bataillon, unterstützt von lokalen Vietcongkräften und dem NVA-Pionierbataillon „Stadt Huế“, ihre großangelegte Offensive gegen die Stadt selbst. Die Einheiten wurden in verschiedene Stoßtrupps eingeteilt, um militärische und zivile Ziele im Handstreich zu nehmen. Ein nordvietnamesischer Militärbeobachter schrieb später, dass der Angriff auf das südliche Huế von den verschiedensten Truppen mit ebenso unterschiedlichen Taktiken ausgeführt wurde. Eine Einheit verirrte sich in der Dunkelheit und konnte die Stadt nicht vor 6:00 Uhr erreichen, dennoch gelang es der NVA, die Südstadt bis auf das Gefängnis, den MACV-Komplex und die LCU-Rampe (Landing Craft Utility) am Flussufer einzunehmen.

### Anforderung von ARVN-Verstärkung
Am 1. Februar 1968 forderte General Trưởng Verstärkung an. Es wurde das 3. Regiment, die 7. ARVN-Kavallerie und die 1. ARVN Airborne Task Force angefordert, um den Feinddruck auf das Hauptquartier von Mang Cá zu mindern. Daraufhin verließ die Task Force ihre Kaserne und bewegte sich in einem Konvoi auf der Route 1 auf Huế zu. Die Entsatzkräfte wurden 400 Meter vor den Mauern der Zitadelle von starken nordvietnamesischen Verbänden zum Stehen gebracht. Da die südvietnamesischen Fallschirmjäger keinen Geländegewinn erringen konnten, forderten auch sie ihrerseits Verstärkung an. In den frühen Morgenstunden des 2. Februar 1968 traf das 2. ARVN-Luftlandebataillon auf die Verbände der NVA. Bei diesen Kämpfen verlor die ARVN 131 Mann, davon 40 Gefallene. Berichten der ARVN zufolge wurden 250 NVA-Soldaten getötet und nur fünf gefangen genommen. Das 3. ARVN-Regiment hatte zeitgleich ebenfalls Feindberührung an den nördlichen Ufern des Parfüm-Flusses und wurde von der NVA in schwere Kämpfe verwickelt. Es war beiden Bataillonen unmöglich, die Zitadelle zu erreichen, so bezogen sie ihre nächtlichen Verteidigungspositionen außerhalb des südöstlichen Walls der Altstadt. Das 1. und 4. Bataillon der ARVN wurden von Feindkräften eingeschlossen und kämpften verzweifelt gegen die Vernichtung an. Hauptmann Phan Ngọc Lương, Kommandeur des 1. ARVN-Bataillons, versuchte mit seiner Einheit den an der Küste gelegenen Außenposten Ba Lòng zu erreichen, wurde jedoch aufgrund seiner veralteten Bewaffnung mit M1-Karabinern zurückgeschlagen. Dem 4. Bataillon gelang es erst nach einigen Tagen die Einkesselung zu durchbrechen. Südlich des Zentrums von Huế versuchte Oberstleutnant Phan Hữu Chí mit seinem schwerbewaffneten 7. ARVN-Kavalleriebataillon die feindliche Umklammerung zu lösen, scheiterte jedoch ebenfalls. Die NVA kämpfte diesen Angriff mit B-40-Granatwerfern nieder. Erst danach wurde die US-Marineinfanterie in Phú Bài in Alarmzustand versetzt und sollte einen Puffer zwischen den eingekesselten südvietnamesischen Einheiten und der NVA in Huế bilden. Für diese Operation wurde das 1. Bataillon der 1. US-Marineinfanteriedivision, welche zu der Task Force X-Ray gehörte, abkommandiert.

### Einsatz der US-Marines
In der Nacht vom 30. auf den 31. Januar wurde die Gegend von Phú Bài von Granatwerfern und Mörsern unter Beschuss genommen. Am Truồi-Fluss und bei Phú Lộc kam es zu schweren Feuergefechten mit nordvietnamesischen Invasionsverbänden. Bataillonskommandeur Oberstleutnant Cheatham hatte diese Verbände in anhaltende Gefechte verwickelt, als er den Befehl erhielt, sofort in die schweren Kämpfe in Huế einzugreifen. Noch während die Gefechte am Truồi-Fluss und bei Phú Lộc anhielten, marschierte das 1. Bataillon der 1. Marineinfanteriedivision südwärts in Richtung Huế. Währenddessen griff die NVA 18 Ziele zwischen dem Hải-Vân-Pass und Huế an und verlangsamte den Vormarsch der Marines auf Huế entscheidend. Bis zu diesem Zeitpunkt war die Schlacht um Huế eine rein vietnamesische Angelegenheit. General LaHue, Oberbefehlshaber der Task Force X-Ray, hatte kaum gesicherte Berichte der Feindaufklärung und keinen Überblick auf die Gesamtsituation. Sein Wissen beschränkte sich darauf, dass Trưởngs Hauptquartier und der MACV-Komplex in Huế belagert wurden. Der Schiffsverkehr auf dem Parfüm-Fluss war durch anhaltenden Mörserbeschuss eingestellt. Später schrieb LaHue in seinen Memoiren, dass es zu Beginn der Schlacht um Huế nur sehr begrenzte Informationen über die aktuelle Lage gab.

### Vormarsch der Marines in Huế
Bei der Annäherung an die südlichen Vororte von Huế wurden die Marineinfanteristen von Scharfschützen aus nicht lokalisierbaren Positionen unter Beschuss genommen. Die Infanteristen mussten immer wieder von ihren Panzern absitzen und jedes einzelne Haus von Scharfschützen säubern. Es kam immer wieder zu erbitterten Häuserkämpfen in den engen Straßen, bevor der Konvoi fortgesetzt werden konnte.
Schließlich trafen die Marines um 15:15 Uhr vor dem heftig umkämpften MACV-Komplex ein. Die NVA hatte ihre Schützentrupps zuvor aus der unmittelbaren Nähe des MACV-Komplexes abgezogen. Als die M48-Panzer der Marines versuchten über die Hauptbrücken des Parfüm-Flusses zu fahren, stellte sich heraus, dass dieser Panzertyp zu schwer für die Brücken war. Darüber hinaus weigerten sich die Südvietnamesen, mit ihren leichten M24-Panzern vorzurücken. Als die Marineinfanterie abgesessen von ihren Panzern die Brücken überquerte, geriet sie in schweres Abwehrfeuer aus den Maschinengewehren der NVA. Zwei Schützenzüge gelangten ans andere Ufer, wurden aber sofort unter Feuer aus vollautomatischen und rückstoßfreien Waffen genommen und mussten sich zurückziehen.
Die NVA nutzte die Gebäude am nördlichen Ufer als Stellung, von denen aus sie die Marines aus nahezu allen Positionen unter Feuer nehmen konnte. Die Anzahl der Verwundeten unter den Marines stieg, zivile Fahrzeuge wurden als Schutzschild benutzt, um die Verwundeten zu retten. Erst gegen 20:00 Uhr konnte das 1. Marinebataillon seine Verteidigungsstellungen in der Nähe des MACV-Komplexes einnehmen. Es wurde eine Hubschrauberlandezone in der Nähe der LCU-Rampe eingerichtet. Bereits am ersten Tag der Schlacht hatten die beiden Marinekompanien zehn Gefallene und 56 Verwundete. Erst in der Nacht konnten die ersten Verwundeten ausgeflogen werden. Das US-Oberkommando hatte immer noch keine Gesamteinschätzung der tatsächlichen Lage in Huế.

### Gegenangriff
Am folgenden Morgen um 7:00 Uhr befahl Oberstleutnant Gravel den Angriff von zwei Kompanien, unterstützt von Panzern, gegen das Gefängnis und die Gebäude der Provinzverwaltung. Nachdem die Marines einen Straßenblock überwunden hatten, gerieten sie erneut in Scharfschützenfeuer. Ein Panzer wurde von einem Geschoss aus einem 57-mm-Geschütz vernichtet. Der Angriff kam zum Stehen und die Soldaten mussten sich zum MACV-Komplex zurückziehen. Nördlich des Parfüm-Flusses gelang es der 1. ARVN-Division mit Unterstützung durch die Black Panther Ranger den Flugplatz zurückzuerobern. Im Laufe des Tages flogen Hubschrauber das 4. Marineinfanteriebataillon und das 2. ARVN-Regiment aus Đông Hà ein. Während des Absetzens der Truppen wurden die Hubschrauber unter Mörserbeschuss genommen. Aufgrund der verschlechterten Wetterbedingungen konnte allerdings nur die Hälfte des Bataillons eingeflogen werden. Am Nachmittag konnte das Kommunikationszentrum der MACV gesichert werden und gegen 15:00 Uhr eroberten die Südvietnamesen einen Kommandoposten des Mang-Cá-Hauptquartiers zurück. In der Trần-Cao-Vân-Straße wurde eine Marineinfanteriekompanie von nordvietnamesischen Soldaten jedoch niedergehalten.

### Durchbruchsversuch über den Parfüm-Fluss

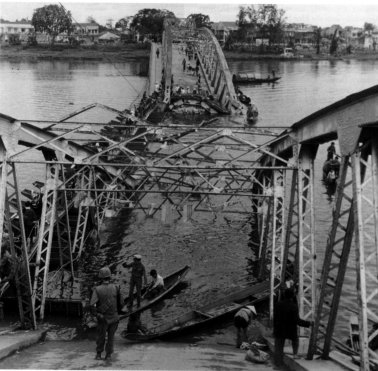
Zerstörte Brücke über den Parfüm-Fluss

Am 1. Februar 1968 befahl General Cushman dem Kommandeur der 1. US-Luftkavallerie Generalmajor John J. Tolson, seine 3. Brigade in den Sektor westlich von Huế zu verlegen. Tolson plante mit zwei Bataillonen der 3. Brigade einen Keil in den nordwestlichen Verteidigungsgürtel der NVA zu treiben, weiterhin sollte die NVA vom Nachschub abgeschnitten werden. Am 2. Februar 1968 verlagerten sich die Kämpfe auf eine MACV-Radiostation und den Universitätscampus von Huế. In der Nacht hatten NVA-Pioniere mehrere Brücken über den Fluss gesprengt und lediglich die Brücke über den Phủ-Cam-Kanal unversehrt gelassen. Um 11:00 Uhr erreichte ein Konvoi in Kompaniestärke der 5. Marines die An-Cựu-Brücke und geriet dort in einen Hinterhalt. Scharfschützen, Maschinengewehre und Granatwerfer nahmen die Marines unter schweren Beschuss. Im folgenden Chaos kam es zu unabsichtlichen Feuerwechseln zwischen zwei Marineinfanterieeinheiten. Gegen Mittag hatte die NVA erfolgreich den Vormarsch von Süden her abgewehrt. Zahlreiche US-amerikanische Panzer waren durch Treffer aus 75-mm-Geschützen ausgeschaltet worden. Nach Berichten der Marines waren jedoch auch 140 nordvietnamesische Soldaten gefallen. Die US-Bataillone beschlossen, ihre erreichten Positionen über Nacht zu sichern und das Gefecht erst mit Verstärkungen am nächsten Morgen wieder aufzunehmen.

### Kampf um die Zitadelle

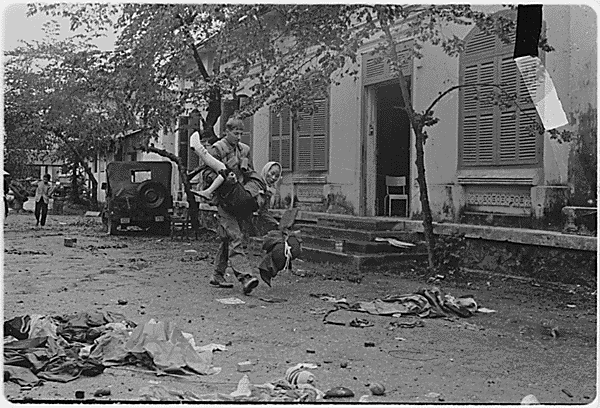
Ein US-Soldat trägt eine verwundete Vietnamesin in Sicherheit

Schwere Straßen- und Häuserkämpfe bestimmten nun für mehr als drei Wochen den Vormarsch der Marines in der Stadt. Das 1. und 5. US-Marineinfanterieregiment, die 1. ARVN-Infanteriedivision sowie das 7. und 12. US-Kavallerieregiment wurden ununterbrochen in schwere Kämpfe mit der nordvietnamesischen Armee und dem Vietcong verwickelt und konnten Huế nur langsam Straßenblock um Straßenblock zurückerobern. Viele der US-Marineinfanteristen hatten bislang wenig oder keine Erfahrung im Häuserkampf, so dass sich die Kämpfe härter und verlustreicher entwickelten als erwartet. Die kommunistischen Verbände waren im Geländevorteil, da Scharfschützen aus gut getarnten Positionen und Maschinengewehre aus befestigten Gebäuden agieren konnten. Gegenangriffe fanden zur großen Verwirrung der Amerikaner meist nachts statt, außerdem waren zuvor zahlreiche Spreng- und Minenfallen gelegt worden, welche die amerikanischen Verluste an Toten und Verwundeten in die Höhe schnellen ließen. Aufgrund des religiösen und kulturellen Status von Huế durfte die US-Luftwaffe die Stadt nicht bombardieren, da man befürchtete die historische Altstadt zu zerstören. Da sich die Schlacht außerdem während der Monsun-Regenzeit ereignete, machten die schlechten Wetterverhältnisse und die trübe Sicht Luftunterstützung zeitweilig unmöglich. Nachdem jedoch die Schlacht an Härte zunahm, änderte das US-Oberkommando die Taktik. Daraufhin starteten A-4-Skyhawk-Kampfflugzeuge gezielte Bomben- und Napalmangriffe gegen die Zitadelle und den Kaiserpalast. Schließlich konnten die Marines die amerikanische Flagge über der Zitadelle hissen, mussten diese aber aus diplomatischen Gründen und wegen der südvietnamesischen Rechtslage wieder einholen. Erst am 24. Februar 1968 nahmen die Black Panther Ranger den Kaiserpalast ein und konnten die südvietnamesische Fahne hissen. Wenige Tage später zog sich die NVA vollständig aus der Stadt zurück.
Die Schäden in Huế waren beträchtlich. Myron Harrington, Hauptmann der Marineinfanterie, beschrieb die Lage mit den Worten: „Mussten wir die Stadt zerstören, um sie zu retten?“.

## Nachwirkungen
Die kommunistischen Truppen hatten die anfänglichen Erfolge mit schweren Verlusten erkauft. Nach Berichten der südvietnamesischen Armee wurden über 3000 nordvietnamesische Soldaten getötet, wobei diese Zahl vermutlich zu hoch geschätzt ist. Nach US-Berichten wurden lediglich 1500 Nordvietnamesen innerhalb der Stadt getötet. Außerhalb der Stadt sollen noch einmal 3000 NVA-Soldaten gefallen sein. Auch der psychologische Schaden für die NVA war bedeutsam, da sich entgegen den Beteuerungen der Politoffiziere gezeigt hatte, dass sich die vermeintlich dekadenten US-Soldaten auch ohne gleichzeitige Luftunterstützung gegen einen zahlenmäßig überlegenen Gegner im Häuserkampf durchsetzen konnten.
Viele Zivilisten fielen während der kommunistischen Besetzung Säuberungsaktionen zum Opfer (→ Massaker von Huế). Südvietnamesische und amerikanische Soldaten entdeckten zahlreiche eilig ausgehobene Massengräber innerhalb der Stadt und in den Außenbezirken mit ca. 2800 Leichen. Opfer der Säuberungen wurden all jene, die als Klassenfeinde und Kollaborateure deklariert worden waren.
Militärisch wurde die Schlacht um Huế als Sieg der Alliierten bezeichnet, da NVA- und Vietcong-Verbände in Divisionsstärke (ca. 10.000 Mann) aus der Stadt vertrieben wurden, politisch jedoch waren die Kämpfe während der Tet-Offensive der Anfang vom Ende des US-Engagements in Vietnam. Nach dieser Offensive wandte sich die öffentliche Meinung in den USA gegen den Krieg. Als Folge des Stimmungswandels wurde das US-amerikanische Militärengagement stufenweise bis 1973 zurückgefahren und der Vietnamkrieg „vietnamisiert“.
Vier Soldaten wurden für ihren Einsatz während der Schlacht mit der Medal of Honor, der höchsten Tapferkeitsauszeichnung der US-Streitkräfte, geehrt.
- Chief Warrant Officer Frederick Edgar Ferguson; flog mit seinem Hubschrauber durch schweres Feindfeuer in die umkämpfte Stadt, um die Besatzung und Passagiere eines abgestürzten Hubschraubers zu retten.
- Sergeant Alfredo Cantu Gonzalez; neutralisierte innerhalb von vier Tagen eigenhändig zwei Maschinengewehr- und eine Panzerabwehrstellung, zudem rettete er einen Verwundeten aus feindlichem Feuer. Trotz mehrfacher Verwundungen verweigerte er eine medizinische Versorgung und griff eine weitere Stellung des Gegners an, wobei er jedoch ums Leben kam.
- Staff Sergeant Joe Ronnie Hooper; schaltete eigenhändig mehr als zehn feindliche Stellungen im Nahkampf aus, wobei er für mindestens 22 feindliche Verluste verantwortlich war.
- Staff Sergeant Clifford Chester Sims; warf sich als Gruppenführer auf eine zeitverzögerte Sprengfalle um die anschließende Explosion mit seinem Körper zu dämpfen und so seine Männer zu schützen, wobei er ums Leben kam.

## Filmische Verarbeitung
Der britisch-amerikanische Antikriegsfilm Full Metal Jacket von Stanley Kubrick aus dem Jahr 1987 hat die Schlacht um Huế zum Thema.